# Kang Sŏngsan
Kang Sŏngsan (3 tháng 3 năm 1931 – 22 tháng 2 năm 1997) là thủ tướng của CHDCND Triều Tiên từ 1984 đến 1986 và từ 1992 đến 1997. Ông là người kế nhiệm của Ri Chongok trong lần đầu và Yon Hyong-muk trong lần nhậm chức thứ 2.